# 内閣府特命担当大臣（沖縄及び北方対策担当）
内閣府特命担当大臣（沖縄及び北方対策担当）（ないかくふとくめいたんとうだいじん おきなわおよびほっぽうたいさくたんとう、英語: Minister of State for Okinawa and Northern Territories Affairs）は、日本の国務大臣。内閣府特命担当大臣のひとつである。沖縄及び北方対策担当大臣と通称される。

## 概説

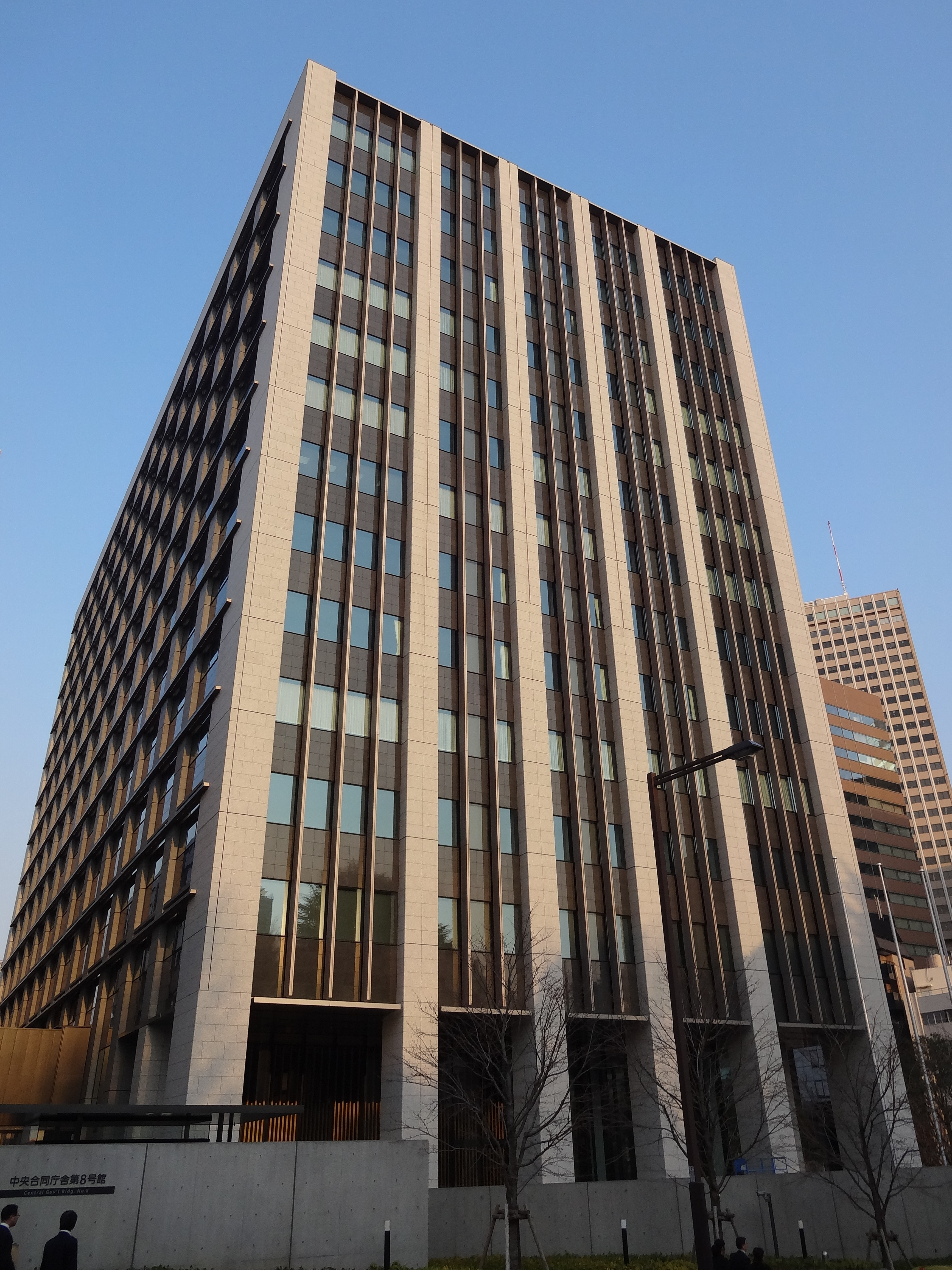
内閣府政策統括官（沖縄政策担当）、内閣府沖縄振興局、北方対策本部が設置される中央合同庁舎第8号館

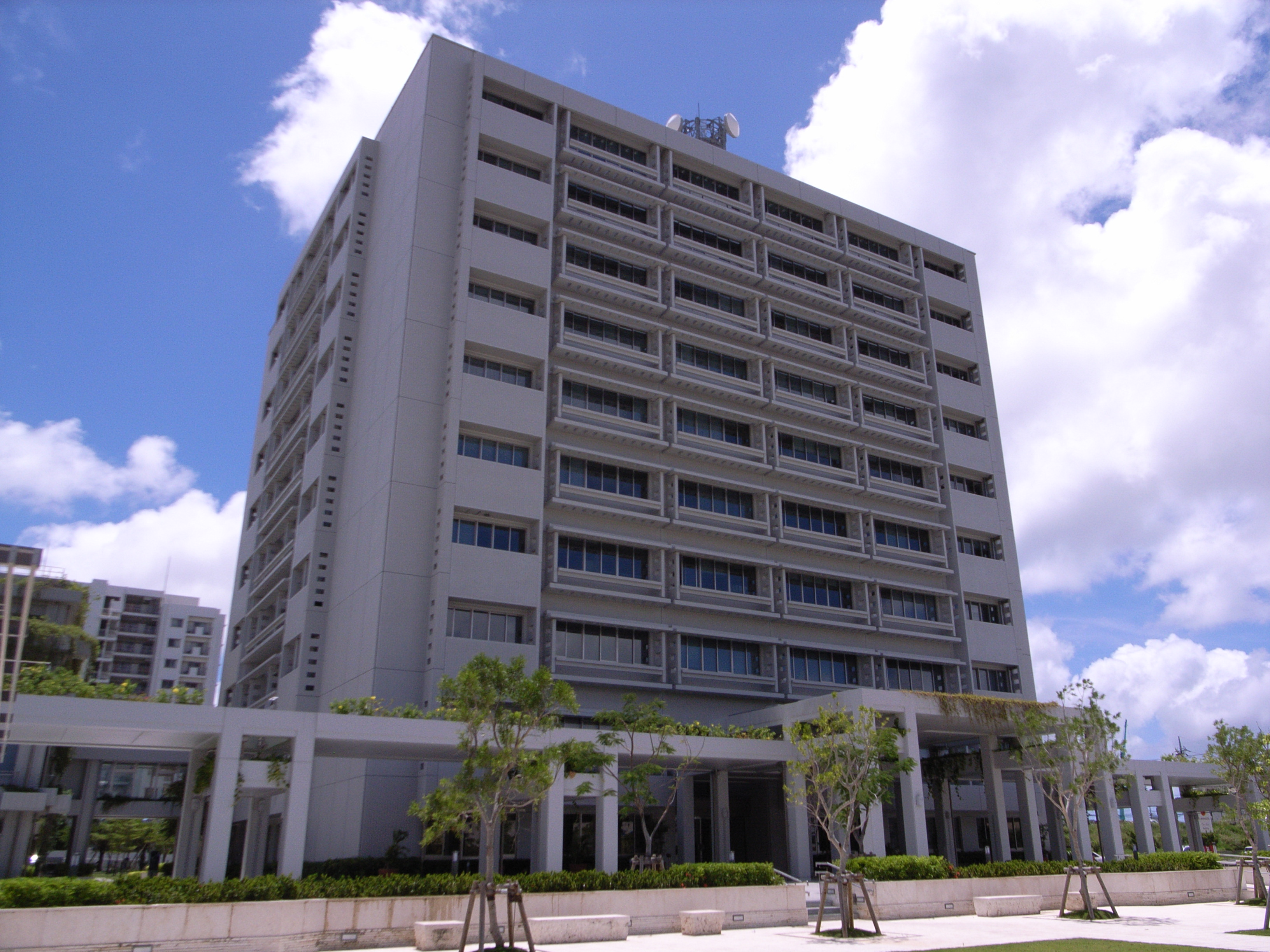
沖縄総合事務局が設置される那覇第2地方合同庁舎2号館

日本の内閣府に置かれる内閣府特命担当大臣の一つである。主として沖縄政策、および、北方領土政策を所管する国務大臣である。
具体的には、沖縄県の諸問題への対処、沖縄県の基盤整備、沖縄県の振興開発、沖縄振興開発金融公庫の業務、沖縄県の土地の位置境界の明確化、などにかかわる政策を所管する。また、北方地域の諸問題への対処、北方領土問題の啓発、北方地域の旧住民への援護措置、本土と北方地域にわたる身分証明等の文書作成、本土と北方地域との間の問題の連絡・斡旋・処置、などにかかわる政策を所管する。
内閣府にて沖縄政策を司る組織としては、内部部局である政策統括官（沖縄政策担当）配下の組織や、内部部局である沖縄振興局、地方支分部局である沖縄総合事務局、審議会等である沖縄振興審議会などが挙げられる。また、内閣府にて北方領土政策を司る組織としては、特別の機関である北方対策本部などが挙げられる。内閣府特命担当大臣（沖縄及び北方対策担当）は、これらの組織を担当する。
内閣府特命担当大臣は、担当する諸課題により柔軟に設置できるため、政権により増減や変動があり、その役職名は必ずしも一致しない。しかし、内閣府特命担当大臣（沖縄及び北方対策担当）は、内閣府設置法により必置とされている。同様の例としては、内閣府特命担当大臣（防災担当）、内閣府特命担当大臣（金融担当）、内閣府特命担当大臣（消費者及び食品安全担当）及び内閣府特命担当大臣（こども政策少子化対策若者活躍担当）の4大臣も、内閣府設置法により必置とされている。なお、内閣府特命担当大臣（沖縄及び北方対策担当）と内閣府特命担当大臣（金融担当）は、内閣府発足時から必須であるが、他の３大臣はその後に必置とされている。
また、この内閣府特命担当大臣（沖縄及び北方対策担当）は、内閣府設置法に基づき、北方対策本部長に就任する。北方対策本部長は北方対策本部の長であり、北方対策本部の事務を統括する。また、必要に応じて、関係する行政機関の長に対し、資料の提出、意見の開陳、説明などの協力を求めたり、意見を述べたりすることができる。

## 沿革
中央省庁等改革基本法に基づく中央省庁再編により、2001年1月6日に内閣府が設置された。それにともない、総理府の外局である沖縄開発庁などが所管していた沖縄政策は、内閣府に移管されることになった。また、総務庁の特別の機関である北方対策本部などが所管していた北方領土政策も、内閣府に移管されることになった。同時に、特命担当大臣の制度が設けられた。同日付で第2次森改造内閣（中央省庁再編後）が発足し、衆議院議員の橋本龍太郎が「沖縄及び北方対策担当大臣」に任命された。以降、沖縄政策や北方領土政策を担当する特命担当大臣として、「沖縄及び北方対策担当大臣」の職が継続して設置された。
2003年9月22日に発足した第1次小泉第2次改造内閣では、「内閣府特命担当大臣（沖縄及び北方対策担当）」と呼称が変更され、衆議院議員の茂木敏充が任命された。それ以来、「内閣府特命担当大臣（沖縄及び北方対策担当）」の職が継続して設置されている。

## 名称
任命・補職は3段階で行われており、まず「国務大臣に任命する」との官記が出され、次いで当該の国務大臣に対して「内閣府特命担当大臣を命ずる」との辞令が出され、さらに当該の内閣府特命担当大臣に対して「沖縄及び北方対策を担当させる」と命ぜられる。これらの辞令は「官報」に掲載されるため、その記載に基づき「内閣府特命担当大臣（沖縄及び北方対策担当）」と表記される。また、かつて2001年1月から2003年9月までは「沖縄及び北方対策担当大臣」と呼称されていた。新聞などの報道では、簡略化して「沖縄・北方対策担当大臣」「沖縄・北方対策担当相」「沖縄北方対策担当大臣」「沖縄北方対策担当相」「沖縄・北方担当大臣」「沖縄・北方担当相」「沖縄北方担当大臣」「沖縄北方担当相」「沖縄・北方大臣」「沖縄・北方相」「沖縄北方大臣」「沖縄北方相」「沖北担当相」「沖北相」と表記、あるいは報道対象の地域によっては「沖縄相」「北方相」と一方のみの表記にされることも多い。英語での呼称については「Minister of State for Okinawa and Northern Territories Affairs」とされている。

## 歴代大臣
| 代                                         | 氏名                     | 氏名                     | 内閣                     | 内閣                        | 就任日                   | 退任日                   | 党派                     | 備考                     |
| 沖縄及び北方対策担当大臣                   | 沖縄及び北方対策担当大臣 | 沖縄及び北方対策担当大臣 | 沖縄及び北方対策担当大臣 | 沖縄及び北方対策担当大臣    | 沖縄及び北方対策担当大臣 | 沖縄及び北方対策担当大臣 | 沖縄及び北方対策担当大臣 | 沖縄及び北方対策担当大臣 |
| ------------------------------------------ | ------------------------ | ------------------------ | ------------------------ | --------------------------- | ------------------------ | ------------------------ | ------------------------ | ------------------------ |
| 1                                          |                          | 橋本龍太郎               | 第2次森内閣              | 改造内閣 （中央省庁再編後） | 2001年1月6日             | 2001年4月26日            | 自由民主党               |                          |
| 2                                          |                          | 尾身幸次                 | 第1次小泉内閣            | 第1次小泉内閣               | 2001年4月26日            | 2002年9月30日            | 自由民主党               |                          |
| 3                                          |                          | 細田博之                 |                          | 第1次改造内閣               | 2002年9月30日            | 2003年9月22日            | 自由民主党               |                          |
| 内閣府特命担当大臣（沖縄及び北方対策担当） |                          |                          |                          |                             |                          |                          |                          |                          |
| 1                                          |                          | 茂木敏充                 | 第1次小泉内閣            | 第2次改造内閣               | 2003年9月22日            | 2003年11月19日           | 自由民主党               |                          |
| 2                                          | 第2次小泉内閣            | 第2次小泉内閣            | 2003年11月19日           | 2004年9月27日               | 再任                     |                          | 自由民主党               |                          |
| 3                                          |                          | 小池百合子               |                          | 改造内閣                    | 2004年9月27日            | 2005年9月21日            | 自由民主党               |                          |
| 4                                          | 第3次小泉内閣            | 第3次小泉内閣            | 2005年9月21日            | 2005年10月31日              | 再任                     |                          | 自由民主党               |                          |
| 4                                          |                          | 小池百合子               | 改造内閣                 | 2005年10月31日              | 2006年9月26日            |                          | 自由民主党               |                          |
| 5                                          |                          | 高市早苗                 | 第1次安倍内閣            | 第1次安倍内閣               | 2006年9月26日            | 2007年8月27日            | 自由民主党               |                          |
| 6                                          |                          | 岸田文雄                 |                          | 改造内閣                    | 2007年8月27日            | 2007年9月26日            | 自由民主党               |                          |
| 7                                          | 福田康夫内閣             | 福田康夫内閣             | 2007年9月26日            | 2008年8月2日                | 再任                     |                          | 自由民主党               |                          |
| 8                                          |                          | 林幹雄                   |                          | 改造内閣                    | 2008年8月2日             | 2008年9月24日            | 自由民主党               |                          |
| 9                                          |                          | 佐藤勉                   | 麻生内閣                 | 麻生内閣                    | 2008年9月24日            | 2009年7月2日             | 自由民主党               |                          |
| 10                                         |                          | 林幹雄                   | 麻生内閣                 | 麻生内閣                    | 2009年7月2日             | 2009年9月16日            | 自由民主党               |                          |
| 11                                         |                          | 前原誠司                 | 鳩山由紀夫内閣           | 鳩山由紀夫内閣              | 2009年9月16日            | 2010年6月8日             | 民主党                   |                          |
| 12                                         | 菅直人内閣               | 菅直人内閣               | 2010年6月8日             | 2010年9月17日               | 再任                     |                          | 民主党                   |                          |
| 13                                         |                          | 馬淵澄夫                 |                          | 第1次改造内閣               | 2010年9月17日            | 2011年1月14日            | 民主党                   |                          |
| 14                                         |                          | 枝野幸男                 |                          | 第2次改造内閣               | 2011年1月14日            | 2011年9月2日             | 民主党                   |                          |
| 15                                         |                          | 川端達夫                 | 野田内閣                 | 野田内閣                    | 2011年9月2日             | 2012年10月1日            | 民主党                   |                          |
| 15                                         | 第1次改造内閣            | 川端達夫                 |                          |                             | 2011年9月2日             | 2012年10月1日            | 民主党                   |                          |
| 15                                         | 第2次改造内閣            | 川端達夫                 |                          |                             | 2011年9月2日             | 2012年10月1日            | 民主党                   |                          |
| 16                                         |                          | 樽床伸二                 |                          | 第3次改造内閣               | 2012年10月1日            | 2012年12月26日           | 民主党                   |                          |
| 17                                         |                          | 山本一太                 | 第2次安倍内閣            | 第2次安倍内閣               | 2012年12月26日           | 2014年9月3日             | 自由民主党               |                          |
| 18                                         |                          | 山口俊一                 |                          | 改造内閣                    | 2014年9月3日             | 2014年12月24日           | 自由民主党               |                          |
| 19                                         | 第3次安倍内閣            | 第3次安倍内閣            | 2014年12月24日           | 2015年10月7日               | 再任                     |                          | 自由民主党               |                          |
| 20                                         |                          | 島尻安伊子               |                          | 第1次改造内閣               | 2015年10月7日            | 2016年8月3日             | 自由民主党               |                          |
| 21                                         |                          | 鶴保庸介                 |                          | 第2次改造内閣               | 2016年8月3日             | 2017年8月3日             | 自由民主党               |                          |
| 22                                         |                          | 江﨑鐵磨                 |                          | 第3次改造内閣               | 2017年8月3日             | 2017年11月1日            | 自由民主党               |                          |
| 23                                         | 第4次安倍内閣            | 第4次安倍内閣            | 2017年11月1日            | 2018年2月27日               | 再任                     |                          | 自由民主党               |                          |
| 24                                         | 第4次安倍内閣            | 第4次安倍内閣            |                          | 福井照                      | 2018年2月27日            | 2018年10月2日            | 自由民主党               |                          |
| 25                                         |                          | 宮腰光寛                 |                          | 第1次改造内閣               | 2018年10月2日            | 2019年9月11日            | 自由民主党               |                          |
| 26                                         |                          | 衛藤晟一                 |                          | 第2次改造内閣               | 2019年9月11日            | 2020年9月16日            | 自由民主党               |                          |
| 27                                         |                          | 河野太郎                 | 菅義偉内閣               | 菅義偉内閣                  | 2020年9月16日            | 2021年10月4日            | 自由民主党               |                          |
| 28                                         |                          | 西銘恒三郎               | 第1次岸田内閣            | 第1次岸田内閣               | 2021年10月4日            | 2021年11月10日           | 自由民主党               |                          |
| 29                                         | 第2次岸田内閣            | 第2次岸田内閣            | 2021年11月10日           | 2022年8月10日               | 再任                     |                          | 自由民主党               |                          |
| 30                                         |                          | 岡田直樹                 |                          | 第1次改造内閣               | 2022年8月10日            | 2023年9月13日            | 自由民主党               |                          |
| 31                                         |                          | 自見英子                 |                          | 第2次改造内閣               | 2023年9月13日            | 2024年10月1日            | 自由民主党               |                          |
| 34                                         |                          | 伊東良孝                 | 第1次石破内閣            | 第1次石破内閣               | 2024年10月1日            | 2024年11月11日           | 自由民主党               |                          |
| 35                                         | 第2次石破内閣            | 第2次石破内閣            | 2024年11月11日           | 現職                        | 再任                     |                          | 自由民主党               |                          |

- 内閣府特命担当大臣は複数名を任命することがあるため、通常は代数の表記は行わない。ただし、本表ではわかりやすさに配慮し、代数の欄を便宜上設けた。
- 辞令のある再任は就任日を記載し、辞令のない留任は就任日を記載しない。
- 党派の欄は、就任時、または、内閣発足時の所属政党を記載した。
- 第1次小泉第1次改造内閣までは「沖縄及び北方対策担当大臣」と呼称されており、役職名の表記に差異はあるが、法的には同質であり、便宜上記載した。